# Марія I Стюарт
Марія I (8 грудня 1542 — 8 лютого 1587) — королева Шотландії з дитинства (фактично з 1560 року) до повалення в 1567 році, а також королева Франції в 1559—1560 роках (як дружина короля Франциска II) і претендентка на англійський престол. Її трагічна доля, повна цілком «літературних» за драматизмом поворотів і подій, приваблювала письменників романтичної і наступних епох.

## Молоді роки

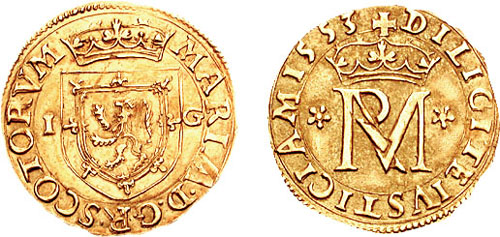
Золота шотландська монета з монограмою Марії Стюарт. 1553 рік

### Регентство Аррана
Марія Стюарт була дочкою короля Шотландії Якова V і французької принцеси Марії де Гіз. Саме вона ввела у вживання офранцужене написання імені династії Stuart, замість раніше прийнятого Stewart.
Марія народилася 8 грудня 1542 року у палаці Лінлітгоу в Лотіані, а через 6 днів після народження помер її батько, король Яків V, що не переніс принизливої поразки шотландців при Солуей-Мосс і недавніх смертей двох своїх синів. Окрім Марії, у короля не залишилося законних дітей, а оскільки до цього часу в живих вже не було нікого з прямих нащадків по чоловічій лінії першого короля з династії Стюартів Роберта II, Марія Стюарт була проголошена королевою Шотландії.
Регентом країни при малолітній королеві став Джеймс Гамільтон, 2-й граф Арран, найближчий родич Марії Стюарт та її спадкоємець. До Шотландії повернулися шляхтичі-емігранти — прихильники союзу з Англією, які були вигнані або втекли з країни при Якові V, який проводив профранцузьку політику. За їхньої підтримки регент Арран наприкінці січня 1543 року сформував проанглійський уряд, припинив переслідування протестантів і почав переговори про шлюб молодої королеви зі спадкоємцем англійського престолу. Ці переговори завершилися в липні 1543 року підписанням Гринвіцького договору, відповідно до якого Марія повинна була вийти заміж за сина короля Англії Генріха VIII — принца Едуарда, що надалі мало спричинити приєднання Шотландії до Англії. Тим часом, 9 вересня 1543 року, Марія Стюарт була коронована у Стерлінгському замку королевою Шотландії.

### Війна з Англією
Посилення профранцузької партії шотландської шляхти на чолі з кардиналом Девідом Бітоном і королевою-матір'ю, а також вимога Генріха VIII про передачу йому Марії Стюарт, викликали поворот у політиці Шотландії. Наприкінці 1543 року проанглійські барони на чолі з графом Ангусом були зміщені, а до влади прийшов кардинал Бітон та прихильники орієнтації на Францію. Це не могло не викликати відповідної реакції з боку Англії. У 1544—1545 роках англійські війська графа Гертфорда неодноразово вторгалися до Шотландії, знищуючи католицькі церкви і плюндруючи шотландські землі. Одночасно дедалі більше поширення в країні отримувало протестантство, прихильники якого в політичному відношенні виступали за зближення з Англією. 29 травня 1546 року група радикальних протестантів вбила Бітона і захопила Сент-Ендрюський замок. Уряд не зміг впоратися з ситуацією і звернувся за допомогою до Франції.
Французькі війська прибули в Шотландію на початку 1547 року і вибили протестантів із Сент-Ендрюса. У відповідь англійська армія знову перейшла кордон і вщент розгромила шотландців у битві при Пінкі у вересні 1547 року. Англійці захопили основні шотландські фортеці в Лотіані та на берегах Ферт-оф-Тея, підпорядкувавши таким чином найважливішу частину королівства. Марія де Гіз була змушена сховати свою дочку в замку Дамбартон. Перед тим на престол Франції вступив Генріх II, прихильник рішучої боротьби з Англією. За його пропозицією 7 червня 1548 року був підписаний договір про шлюб королеви Марії Стюарт і спадкоємця французького престолу дофіна Франциска. До Шотландії були введені французькі війська, які до кінця 1550 року змогли домогтися відходу англійців із країни. 7 серпня 1548 року королева Марія, якій на той час виповнилося лише шість років, відбула до Франції.

### Життя у Франції
Разом з Марією 13 серпня 1548 року до Франції прибула її невелика свита, яка включала єдинокровного брата графа Морейского і «чотирьох Марій» — чотирьох юних дочок шотландських аристократів на одне ім'я, які стали фрейлінами. Французький двір, ймовірно в той час найблискучіший у Європі, зустрів юну наречену пишними урочистостями. Король Генріх II відчував симпатію до Марії Стюарт і забезпечив їй чудову освіту: молода королева вивчала французьку, іспанську, італійську, давньогрецьку мови і латину, твори античних і сучасних авторів. Вона також навчилася співати, грати на лютні та полюбила поезію і полювання. Марія зачарувала французький двір, їй присвячували вірші Лопе де Вега, П'єр де Брантом (Brantôme), П'єр де Ронсар.
1550 року до Франції прибула мати королеви, Марія де Гіз, яка займалася зміцненням франко-шотландського союзу. Вона, однак, не залишилась зі своїми дітьми, а в 1551 році повернулася до Шотландії, щоб забезпечити своїй доньці стабільну владу в розділеній релігійними суперечками країні. У 1554 році Марії де Гіз вдалося усунути від влади графа Аррана і самій очолити уряд Шотландії.

### Регентство Марії де Гіз
Правління Марії де Гіз ознаменувалось посиленням французького впливу в Шотландії. Французькі війська були розміщені в шотландських фортецях, у королівській адміністрації домінували вихідці з Франції. 24 квітня 1558 року в Соборі Паризької Богоматері відбулося весілля Марії Стюарт і дофіна Франциска. Секретним додатком до шлюбного контракту королева передавала Шотландію королю Франції в разі відсутності дітей від цього шлюбу.
Така політика не могла не викликати невдоволення більшої частини шотландської аристократії. У той же час поширення протестантства остаточно розкололо суспільство. Положення ускладнилося сходженням на престол Англії наприкінці 1558 року королеви Єлизавети I, яка почала надавати підтримку протестантам Шотландії. Єлизавета I згідно з канонічними правилами католицької церкви була незаконнонародженою, тому Марія Стюарт, яка була правнучкою короля Англії Генріха VII Тюдора, оголосила себе англійською королевою. Це рішення Марії стало фатальним: у Шотландії не було сил відстояти її права на престол, а відносини з Англією були безнадійно зіпсовані.
10 липня 1559 року помер Генріх II, і на престол Франції вступив Франциск II. Марія Стюарт стала королевою Франції.

### Протестантська революція
Франциск II був слабким хворим юнаком, і на перші ролі у Франції вийшла королева-мати Катерина Медічі та Гізи, дядьки Марії Стюарт. У той же час у Шотландії почалася протестантська революція. Велика частина шотландських аристократів приєдналася до повсталих протестантів і звернулася по допомогу до Англії. У країну були введені англійські війська, яких  протестанти зустрічали як визволителів.
Марія де Гіз і французький гарнізон був обложений в Леіте. Марія Стюарт не могла надати допомогу своїй матері: Амбуазька змова в березні 1560 року послабила вплив Гізів при дворі, у Франції назрівали релігійні війни католиків з гугенотами, і Катерина Медічі не бажала загострювати відносини з Англією. 11 червня 1560 року померла Марія де Гіз — остання перешкода на шляху руху Шотландії до протестантизму і союзу з Англією. Единбурзький договір, укладений між Францією і Англією 6 липня 1560 року, забезпечив відхід і англійських, і французьких військ із Шотландії й закріпив перемогу протестантизму в країні. Марія Стюарт відмовилася затвердити цей договір, оскільки в ньому містилося визнання Єлизавети I королевою Англії.
5 грудня 1560 року помер Франциск II. Це означало швидке повернення Марії Стюарт до Шотландії. Перспектива прибуття королеви-католички змусила шотландських протестантів прискорити оформлення нової державної церкви: парламентом країни були затверджені протестантський символ віри і дисциплінарний статут, оголошено про розрив шотландської церкви з Римом і заборону католицької меси.

## Повернення в Шотландію

### Внутрішня політика
19 серпня 1561 року вісімнадцятирічна королева прибула до Шотландії. Країна, в яку вона повернулася, являла собою розділену націю. Консерватори, на чолі з графом Гантлі, були готові беззастережно підтримати королеву, яка перестала після смерті Франциска II уособлювати французьке домінування. Радикальні протестанти, на чолі з Джоном Ноксом, вимагали розриву королеви з католицтвом і її шлюбу з графом Арраном, одним із протестантських лідерів. Помірне крило лорда Джеймса Стюарта і державного секретаря Вільяма Мейтланда могло надати Марії Стюарт підтримку тільки за умови збереження протестантської релігії і продовження зближення з Англією.
З перших днів свого правління Марія Стюарт стала проводити обережну політику, не намагаючись реставрувати католицтво, але і не переходячи в протестантство. Головні ролі в королівській адміністрації зберегли Джеймс Стюарт, який став графом Морейским, і Вільям Майтленд. Крайні протестанти намагалися влаштувати змову з метою захоплення королеви, але вона провалився. Арран незабаром збожеволів, а радикалізм Джона Нокса вже не зустрічав розуміння у широких верствах шотландської шляхти. З іншого боку, консервативне крило в 1562 році виявилося обезголовленим: граф Гантлі, який добивався передачі йому графства Морів, підняв повстання проти Марії Стюарт, але був розбитий лордом Джеймсом і незабаром помер. У 1562—1563 роках королева офіційно визнала протестантство як державну релігію країни і затвердила порядок розподілу церковних доходів на релігійні та державні потреби. Марія Стюарт відмовилася послати шотландську делегацію на Тридентський собор, який завершив оформлення католицької доктрини. При цьому вона не поривала з Римом, продовжувала листування з папою, а при дворі служили католицьку месу. У підсумку з початком правління Марії Стюарт досягненням став здобуток відносної політичної стабільності.
Підтримка Марії Стюарт шляхтою пояснювалася новими можливостями, які відкрилися перед молодими шотландськими аристократами після створення королівського двору за французьким зразком в Голірудгаузькому палаці Марії. Молода, струнка, красива королева, яка любила музику, танці, маскаради, полювання і гольф, привертала до себе увагу шотландської шляхти, яка за час громадянських війн відвикла від придворного життя. Передоручивши щоденну адміністративну роботу Морею і Мейтланду, Марія Стюарт змогла створити у себе в Голірудгаузі маленьку подобу Лувру.

### Зовнішня політика
Зовнішня політика становила серйозну проблему. Лідери шотландського уряду Мореї і Майтленд були переконаними прихильниками англо-шотландського зближення. Сама королева Марія відмовлялася визнавати Єлизавету I королевою Англії, сподіваючись на реалізацію своїх прав на англійський престол. Компроміс міг бути можливим на умовах відмови Марії від претензій на корону за життя Єлизавети І в обмін на визнання її спадкоємицею англійської королеви. Однак ні Марія, ведена самовпевненими надіями, ні Єлизавета, не готова вирішувати питання спадкування, не бажали йти на зближення.
У той же час постало питання нового шлюбу королеви Марії. На її руку було безліч претендентів серед європейських монархів (королі Франції, Швеції, Данії, ерцгерцог Австрії). Найбільш імовірним нареченим тривалий час вважався Дон Карлос, син короля Іспанії Філіпа II. Переговори про цей союз стурбували Англію: Єлизавета I навіть запропонувала за відмову від іспанського шлюбу визнати Марію своєю спадкоємицею. Однак до кінця 1563 року стало ясно, що Дон Карлос психічно нестабільний, і цей проєкт провалився. Єлизавета зі свого боку запропонувала руку Роберта Дадлі, графа Лестера, свого ймовірного коханця, що, природно, викликало обурення королеви Шотландії.

## Криза і падіння Марії

### Другий шлюб і вбивство Річчі
1565 року до Шотландії прибув двоюрідний брат королеви — дев'ятнадцятирічний Генріх Стюарт, лорд Дарнлі, син графа Леннокса і нащадок по материнській лінії англійського короля Генріха VII — високий, гарний молодий чоловік. Марія Стюарт із першої зустрічі закохалася в нього і вже 29 липня 1565 року вийшла за нього заміж — задля більшого незадоволення Єлизавети I. Цей шлюб не тільки означав розрив з Англією, а й одночасно відштовхнув від королеви її колишніх союзників — Морея і Мейтланда. У серпні 1565 року Морей спробував підняти повстання, але Марія Стюарт, заручившись підтримкою Гордонів і Гепбернів та заклавши свої коштовності для оплати солдат, моментально атакувала заколотника та змусила його тікати в Англію.
Виступ Морея продемонстрував королеві, що радикальні протестанти і англофіли далекі від беззастережної лояльності. Це викликало поворот у політиці королеви. Вона почала зближуватися з католиками і відновила листування з королем Іспанії. Одночасно Марія віддалила від себе провідних шотландських аристократів і наблизила осіб незнатного походження та іноземців, бажаних особисто королеві. Положення посилило охолодження у відносинах із чоловіком: Марія Стюарт усвідомила, що лорд Дарнлі морально виявився не готовий до королівського титулу, що вона вийшла заміж за людину без особливих талантів і достоїнств. Королева, зрозумівши свою помилку, стала нехтувати своїм чоловіком.
Через це до початку 1566 року склалася ворожа королеві коаліція Дарнлі та протестантських лордів на чолі з Мореєм і Мортоном. 9 березня 1566 року в присутності вагітної королеви лідери опозиції жорстоко вбили Давида Річчі, одного з найближчих друзів, фаворита і особистого секретаря Марії Стюарт. Ймовірно, цим злочином змовники хотіли, створивши загрозу життю королеви, змусити її піти на поступки. Однак ефективні дії Марії знову зруйнували плани опозиції: королева демонстративно примирилася з чоловіком і Мореєм, що викликало розкол у лавах змовників, і рішуче розправилася з виконавцями вбивства. Мортон і його сподвижники втекли до Англії.

### Вбивство Дарнлі і повалення королеви
Примирення Марії Стюарт із чоловіком було короткочасним. Незабаром стала очевидною її симпатія до Джеймса Гепберна, графа Ботвелла, який різко контрастував з Дарнлі своєю силою, мужністю і рішучістю. Розрив королеви і короля став доконаним фактом: Дарнлі навіть відмовився бути присутнім на хрещенні їхньої дитини, майбутнього короля Якова VI, який народився 19 червня 1566 року. Політика Марії Стюарт дедалі більше визначалася її почуттями, перш за все пристрастю до Ботвелла. Дарнлі став перешкодою, яку треба було подолати.
10 лютого 1567 року при таємних обставинах вибухнув будинок у Керк-о'Фільде, передмісті Единбурга, де зупинився Дарнлі, а сам він був знайдений убитим у дворі, мабуть, заколотий при спробі втечі з палаючого будинку. Питання про участь Марії Стюарт в організації вбивства свого чоловіка — одне з найбільш спірних в усій історії Шотландії. Мабуть, про підготовлюваний злочин принаймні знали, а, можливо, і самі брали участь граф Морей і Майтленд. Також зі значною часткою впевненості можна говорити про наявність змови проти Дарнлі його колишніх партнерів по вбивству Річчі на чолі з Мортоном, яких король зрадив. Участь у змові графа Ботвелла теж більш ніж імовірна. Причому, якщо Ботвелл, мабуть, хотів розчистити собі шлях до руки королеви Марії, то групи Мортона і Морея, можливо, вбивством Дарнлі намагалися викликати кризу довіри до королеви і її повалення. Можливо, всі перелічені групи діяли незалежно один від одного.
Однак, хоч би хто був дійсним убивцею Дарнлі, принаймні непряму провину в цьому злочині громадська думка Шотландії поклала на королеву як невірну дружину. Марія Стюарт не зробила нічого, щоб довести свою невинність. Навпаки, вже 15 травня 1567 року в Голіруді відбулося одруження Марії і графа Ботвелла. Цей шлюб з імовірним убивцею короля позбавив Марію Стюарт будь-якої підтримки в країні, чим негайно скористалися лорди-протестанти і прихильники Морея. Вони організували «конфедерацію» лордів і, зібравши значні військові сили, вибили війська королеви і Ботвелла з Единбурга. 15 червня 1567 року війська королеви, зіткнувшись у Карберрі з армією конфедератів, розбіглися. Марія Стюарт була змушена здатися, попередньо забезпечивши безперешкодний від'їзд Ботвелла, і була перепроваджена повсталими в замок Лохлевен, де 24 липня підписала зречення від престолу на користь свого сина Якова VI. Регентом країни на час неповноліття короля був призначений граф Морей.

## Втеча в Англію
Повалення законної королеви не могло не викликати невдоволення частини шотландської аристократії. Союз «конфедератів» швидко розпався, встановлення регентства Морея викликало перехід в опозицію Гамільтонів, графів Аргайла і Гантлі. 2 травня 1568 року Марія Стюарт втекла із замку Лохлевен. До неї негайно приєдналися опозиційні Морею барони. Однак невелика армія королеви 13 травня була розбита військами регента в битві при Лангсайді, і Марія втекла до Англії, де попросила підтримки королеви Єлизавети I.
Спочатку Єлизавета I пообіцяла допомогти Марії, однак вона була далека від ідеї військової інтервенції на користь своєї конкурентки за англійський престол. Єлизавета взяла на себе функції арбітра в суперечці між Марією Стюарт і графом Мореєм та ініціювала розслідування обставин смерті Дарнлі й повалення королеви Шотландії. У ході розслідування прихильники регента пред'явили як доказ невірності Марії Стюарт і її участі в змові проти чоловіка знамениті «Листи зі скриньки», кинуті Ботвеллом після його втечі. Судячи з усього, частина цих листів (наприклад, вірші, адресовані Ботвеллу) дійсно були справжніми, проте інша частина була фальшивою. Результатом розслідування став розпливчастий вердикт Єлизавети в 1569 році, який, проте, дозволив режиму Морея утвердитися в Шотландії і отримати визнання Англії.
Справа Марії Стюарт ще не було остаточно програною. Після вбивства Морея в січні 1570 року в Шотландії спалахнула громадянська війна між прихильниками королеви (Аргайл, Гантлі, Гамільтон, Майтленд) і партією короля (Леннокс і Мортон). Лише завдяки втручанню Єлизавети I 23 лютого 1573 року сторони підписали «Пертське примирення», відповідно до якого королем Шотландії визнавався Яків VI. Незабаром війська Мортона захопили Единбург і заарештували Мейтланда, останнього прихильника партії королеви. Це означало втрату Марією Стюарт надії на її реставрацію в Шотландії.

## Суд та страта Марії

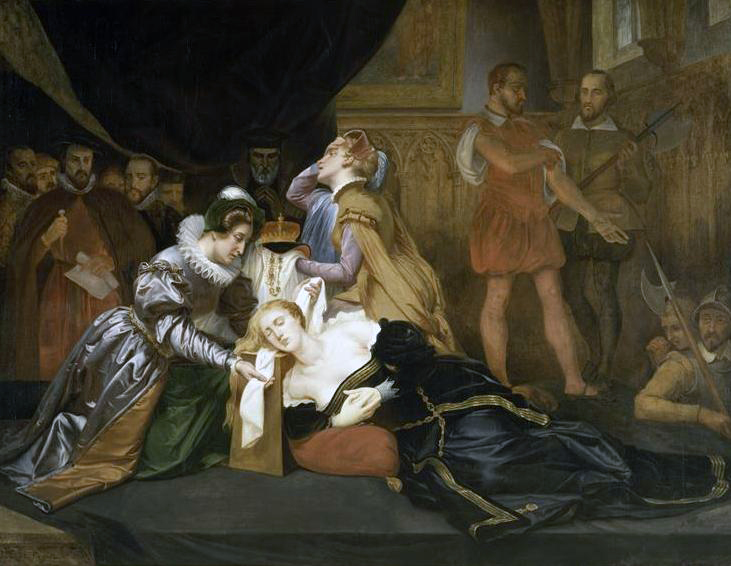
Страта Марії Стюарт. Художник Абель де Пюжоль.

Невдача в Шотландії не зламала королеву. Вона, як і раніше, залишалася претенденткою на англійський престол, відмовляючись зректися своїх прав, що не могло не турбувати Єлизавету I. В Англії Марія перебувала під наглядом у Шеффілдському замку. Не можна сказати, що умови утримання Марії Стюарт відзначалися суворістю: у неї був значний штат прислуги, на утримання королеви Англією і Францією виділялися великі кошти. Однак вона була відрізана від своїх друзів у Шотландії і повільно старіла на самоті.
Марія не переставала створювати інтриги проти Єлизавети I, налагодивши секретне листування з європейськими державами, однак реальної участі у повстаннях проти англійської королеви вона не брала. Проте ім'я Марії Стюарт, законної правнучки короля Генріха VII Англійського, активно використовувалося змовниками проти Єлизавети I. У 1572 році була розкрита змова Рідольфі, учасники якого намагалися змістити Єлизавету і посадити на трон Англії Марію Стюарт. У 1586 році, можливо, не без участі міністра Єлизавети Френсіса Волсінгема і свого тюремника Еміаса Паулета, Марія Стюарт була втягнута в необережне листування з Ентоні Бабінгтоном, агентом католицьких сил, у якому вона підтримала ідею змови з метою вбивства Єлизавети I. Проте змова була розкрита і листування потрапило до рук англійської королеви. Марія Стюарт постала перед судом і була засуджена до страти.
8 лютого 1587 року Марія Стюарт була обезголовлена в замку Фотерінгей.
Королеву поховали в соборі Пітерборо, а 1612 року за наказом її сина Якова, який став королем Англії після смерті Єлизавети I, тлінні рештки Марії Стюарт були перенесені у Вестмінстерське абатство, де були поховані в безпосередній близькості від могили її вічної суперниці королеви Єлизавети І.

## Марія Стюарт у мистецтві та літературі
Доля Марії Стюарт, в якій перепліталися сходження на вершини влади і падіння, любов і зрада, успіх і розчарування, пристрасть і державна мудрість, протягом багатьох століть цікавила не лише істориків, але й діячів культури та мистецтва. Чи була винна королева у вбивстві чоловіка? Наскільки правдиві «Листи зі скриньки»? Що стало причиною її падіння: пристрасть і підступна змова противників Марії або природний хід шотландської історії? На ці та багато інших питань намагалися відповісти такі видатні письменники, як Йост ван ден Вондел, Фрідріх Шиллер, Юліуш Словацький, Стефан Цвейг і Вальтер Скотт у романі «Аббат». За кількістю історичних та белетристичних біографій, напрочуд регулярно видаваних починаючи з XVI століття і до теперішнього часу, Марія Стюарт не має рівних собі персоналій у шотландській історії. Романтичний образ королеви надихнув на створення опер «Марія Стюарт» Гаетано Доніцетті і Сергія Слонімського, а також циклу віршів «Двадцять сонетів до Марії Стюарт» Йосипа Бродського. Леся Українка присвятила їй вірш «Остання пісня Марії Стюарт».
Епізод страти Марії Стюарт відтворюється в 11-секундному фільмі «Страта Марії Шотландської», знятому в серпні 1895 студією Томаса Едісона. Доля королеви лягла в основу кількох художніх фільмів: «Марія Шотландська» (1936, в головній ролі Кетрін Гепберн), «Марія — королева Шотландії» (1971, в головній ролі Ванесса Редґрейв), «Змова проти корони» («Gunpowder, Treason & Plot») (2004, BBC), у головній ролі Клеманс Поезі. У телевізійному фільмі «Остання ніч» («La dernire nuit», 1981) в ролі Марії Стюарт знялася французька актриса Анні Жирардо.
17 жовтня 2013 року на телеканалі The CW був розпочатий показ американського телесеріалу Царство. У центрі сюжету перебуває молода Марія Стюарт, королева Шотландії і її історія приходу до влади у Франції 1559 року. Головні ролі виконують австралійські, канадські, англійські та новозеландські актори.
У 2018 році вийшов фільм «Марія — королева Шотландії».

## Родина
1 чоловік — Франциск II (1544—1560), король Франції
Діти: не було
2 чоловік — Генріх Стюарт (1545—1567)
Діти:
- Яків (1566—1625), король Англії

3 чоловік — Джеймс Гепберн (1545— 1567)
Діти:
- дочки-двійняшки (1567), померли немовлятами